# Sidi Ameur (Tunisie)
Pour les articles homonymes, voir Sidi Ameur.
Sidi Ameur (arabe : سيدي عامر) est une ville du Sahel tunisien située à proximité de Sahline, à quelques kilomètres à l'ouest de Monastir.
Rattachée au gouvernorat de Monastir, elle constitue avec Mesjed-Aïssa une municipalité comptant 8 404 habitants en 2014 et dépend de la délégation de Sahline.
Son nom provient de la zaouïa de Sidi Ameur El Mzoughi, un saint musulman vivant dans la région au XVe siècle et originaire du Maroc, dont le tombeau attire un pèlerinage annuel de plusieurs milliers de personnes pour la plupart originaires de Sfax. Les cérémonies, organisées pendant l'Aïd el-Kebir, sont ponctuées de chants mystiques.